# 마키오치역
마키오치역(일본어: 牧落駅, まきおちえき)은 일본 오사카부 미노오시에 있는 한큐 전철 미노오 선의 역이다. 역 번호는 HK-58이다.

## 역사
- 1921년 12월 30일: 미노오아리마 전기궤도(현, 한큐 전철) 이시바시 ~ 미노오 역 사이에 신설 개통.
- 2013년 12월 21일: 역 번호(HK-58) 도입.

## 역 구조
상대식 승강장 2면 2선의 지상역이다. 분기기, 절대 신호가 없어 정류장으로 분류된다. 역은 2개의 도로 사이로 개찰구는 승강장 직하부에 있는 반지하식이다. 승강장 유효 길이는 8량 편성분이다.

### 승강장
| 번호 | 노선        | 방향 | 행선                                       |
| ---- | ----------- | ---- | ------------------------------------------ |
| 서   | ■ 미노오 선 | 하행 | 미노오 행                                  |
| 동   | ■ 미노오 선 | 상행 | 이시바시・오사카 (우메다)・고베・교토 방면 |

※ 승강장 번호는 설정되지 않았다.

## 역 주변
- 오사카 부립 미노오 고등학교
- 미노오 시립 미노오 초등학교
- 미노오 시청
- 미노오 시립 시민 회관(그린 홀)
- 미노오니시 공원
- 미노오 시 제일 종합 운동장
- 미노오 사쿠라 우체국
- 미노오 니시코지 우체국
- 훼미리마트 마키오치 역전점
- 미노오 구구 보육원
- 슈퍼 기타노야 미노오점
- 야마야 마키오치점
- TSUTAYA 미노오 마키오치점
- MEGA 돈키호테 미노오점

## 인접역
| 한큐 전철 ■ 미노오 선      | 한큐 전철 ■ 미노오 선 | 한큐 전철 ■ 미노오 선    |
| -------------------------- | --------------------- | ------------------------ |
| HK-57 사쿠라이 우메다 방면 | ■ 준급 ■ 보통         | 미노오 HK-59 미노오 방면 |